# 수잔 소머스
수잔 소머스(Suzanne Somers, 1946년 10월 16일~2023년 10월 15일)는 미국의 배우, 작가, 가수, 사업가이다.

## 출연 작품
- 해니티(2009)
- 동물 농장 특공대(1998)
- 엠마의 선택(1998)
- 더 데일리 쇼 위드 존 스튜어트(1996)
- 시리얼 맘(1994)
- 사탄의 유혹(1994)
- 익스크루시브(1992)
- 스텝 바이 스텝(1991)
- 사랑의 무기(1991)
- 세 여자의 결혼 이야기(1990)
- 청춘 낙서(1973)
- 더티 해리 2 - 이것이 법이다(1973)
- 바보들(1970)

## 사망
2000년 유방암 치료 받았다가, 오랜 투병 중인 2023년 7월 암이 재발한 것으로, 같은해 10월 15일 생일 앞둔 채 사망하였다.